# Karl Wiedergott
Karl Aloysious Treaton (Berlín, Alemania, 8 de febrero de 1969) es un actor de voz recurrente en la serie de televisión de la cadena FOX Los Simpson, haciendo las voces de personajes famosos como John Travolta y Bill Clinton, bajo el nombre Karl Wiedergott. Ha trabajado haciendo voces de varios personajes en el cine y en la televisión, pero desde 2005, decidió concentrarse en su trabajo en Los Simpson, dejando todos los demás.

## Filmografía
- Los Simpson --- (voces adicionales) (186 episodios, 1998-2008)
- Los Simpson: la película (2007) (voz)
- Crossing Jordan --- Secuestrador (1 episodio, 2004)
- The Simpsons: Hit & Run (2003) (voz) --- Voces adicionales
- Wonderful Days (2003) --- Moe Foreman
- Two Days (2004)
- The Pitts --- Starter (1 episodio, 2003)
- NYPD Blue --- Lance Edmunds (1 episodio, 2002)
- Roswell --- Científico (1 episodio, 2002)
- Enterprise --- Larr (1 episodio, 2002)
- Judging Amy --- Aaron (1 episodio, 2001)
- ER --- Dr. Krepp (1 episodio, 2000)
- Brimstone (1 episodio, 1999)
- The Truth About Juliet (1998) --- Chaloots
- Star Trek: Voyager --- Ameron (1 episodio, 1996)
- The Confidence Man (1996) --- Estudiante
- The Marshal --- Ray Carey (1 episodio, 1995)
- Wings --- Dominick (1 episodio, 1993)
- 21 Jump Street (1 episodio, 1990)
- Coach --- Estudiante masculino (1 episodio, 1989)
- The Golden Girls --- Chico #1 (2 episodios, 1985-1988)
- 18 Again! (1988) --- Miembro del equipo
- The Education of Allison Tate (1986) --- Scott Carroll